# Henryk Baranowski (polityk)
Henryk Janusz Baranowski (ur. 12 czerwca 1934 w Wymysłowie Dolnym, zm. 2 listopada 2013 w Olsztynie) – polski działacz partyjny i samorządowy, technik budownictwa, wicewojewoda (1982–1990) i pełniący obowiązki wojewody olsztyńskiego (1989–1990).

## Życiorys
Syn Wincentego i Janiny. Posiadał wykształcenie średnie, absolwent Państwowego Liceum Komunikacyjnego w Olsztynie oraz Wieczorowego Uniwersytetu Marksizmu-Leninizmu. Od 1948 członek Związku Młodzieży Wiejskiej, gdzie doszedł do stopnia przewodniczącego. W roku 1953 rozpoczął pracę w Ministerstwie Bezpieczeństwa Publicznego. W latach 1956–1965 był zastępcą dyrektora ds. zaplecza technicznego w Olsztyńskim Przedsiębiorstwie Budownictwa Przemysłowego, następnie objął analogiczne stanowisko w Warmińskim Przedsiębiorstwie Budowlanym w Olsztynie.
Od 1958 był członkiem Polskiej Zjednoczonej Partii Robotniczej. W 1970 roku objął stanowisko dyrektora Olsztyńskiego Przedsiębiorstwa Produkcji Pomocniczej Budownictwa, zaś dziesięć lat później został dyrektorem Kombinatu Budowlanego w Olsztynie. W 1972 został przewodniczącym Międzyzakładowego Klubu Techniki i Racjonalizacji Budownictwa przy Polskim Związku Inżynierów i Techników Budownictwa. Od 1975 do 1981 wchodził w skład egzekutywy Komitetu Miejskiego PZPR w Olsztynie. 14 lutego 1982 roku powołany na urząd wicewojewody olsztyńskiego, a po rezygnacji Sergiusza Rubczewskiego (sprawującego urząd rekordowe 16 lat) pełnił obowiązki wojewody olsztyńskiego. W marcu 1990 przekazał je Romanowi Przedwojskiemu. W latach 1983–1993 był prezesem Aeroklubu Warmińsko-Mazurskiego w Olsztynie.
Zmarł w listopadzie 2013.

## Odznaczenia
Odznaczony Krzyżem Komandorski Orderu Odrodzenia Polski (1978), Srebrnym Krzyżem Zasługi (1969), a także odznaką honorową „Zasłużony dla Warmii i Mazur” (1968).